# Kleinstübing

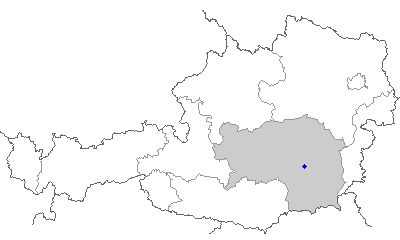

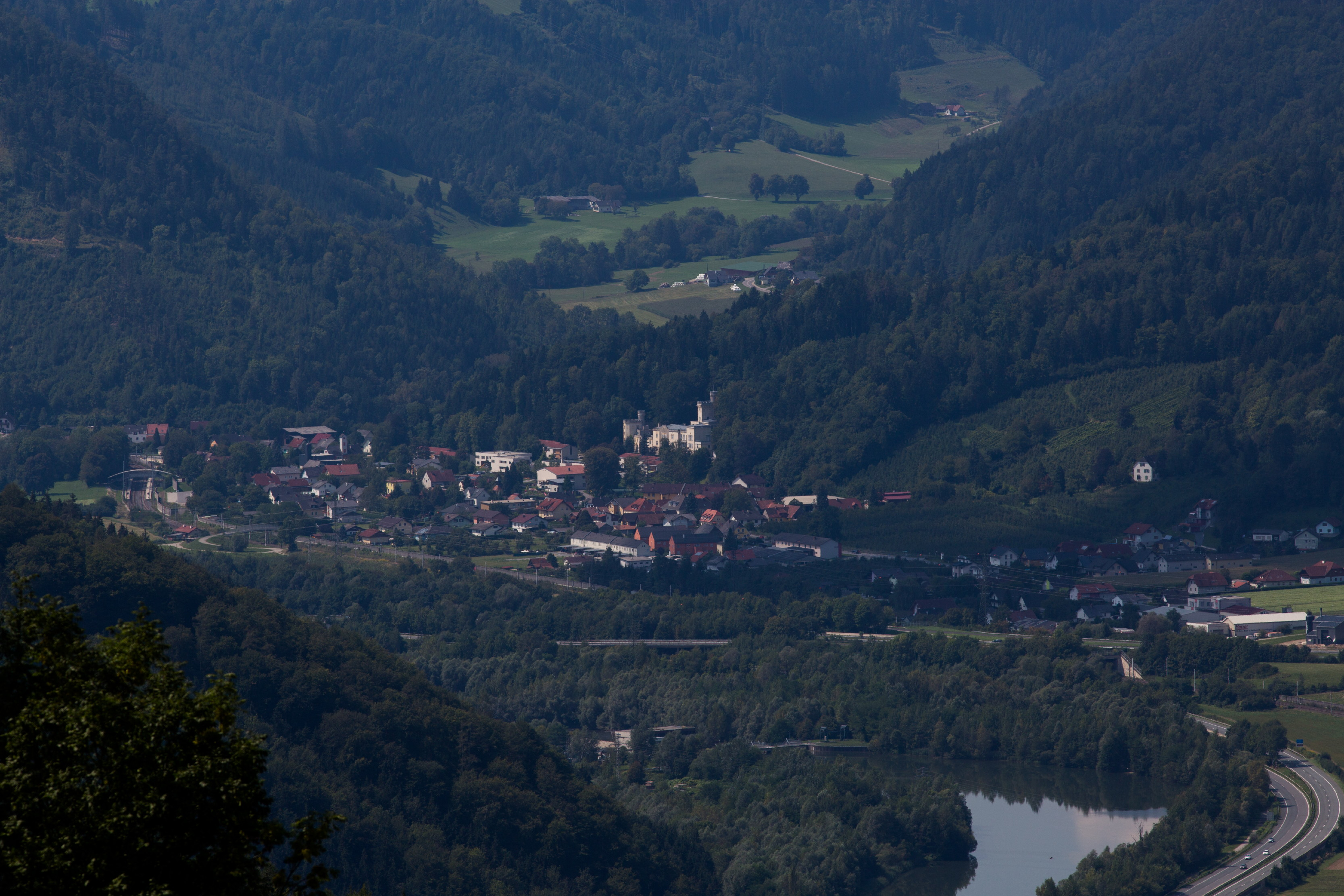
Kleinstübing

Kleinstübing är en ort i det österrikiska förbundslandet Steiermark. Orten som hör till kommunen Deutschfeistritz i distriktet Graz-Umgebung ligger i Murdalen ca 17 km norr om Graz. Kleinstübing har 783 invånare (2024).
Stübing omnämndes för första gången 1147 som Stubenik. Ortnamnet som är slavisk (stub’nika) refererar till bäcken och betyder ’källbäck’. Troligen på 1120-talet byggdes slottet Stübing. 
I Kleinstübing ligger Österrikes friluftsmuseum Stübing som ger en representativ överblick över lantlig byggnads- och boendekultur i Österrike. En annan sevärdhet är slottet Stübing som är en del av SOS-barnbyn i Stübing. Den ursprungligen medeltida anläggningen byggdes om år 1863. Kring slottet byggdes barnbyns hus.  